# Guillermo Guareschi
Guillermo Guareschi es un compositor y orquestador argentino. Estudió música para películas y composición orquestal contemporánea en la Universidad Berklee College of Music de Boston con honores. Vivió cuatro años en Los Ángeles donde aprendió técnicas de composición con Mike Post y David Spear. Ganó el premio BMI Film Scoring Competition en 1994 (New York) por mejor música escrita para orquesta.
En 2014 ganó el premio a mejor música de película otorgado por SADAIC en el Festival Internacional de Cine de Mar del Plata y mención especial a mejor música en Mostra de Cine Latinoamericano de Cataluña. Compone y orquesta para el Teatro Colón. Nominación Mejor música de película Tiempo de Valientes, Cóndor de Plata (2006). Nominación Mejor música de película Música En Espera, Cóndor de Plata (2010)

## Filmografía y televisión
- When The Olympus Collides With The Pampas (2021) Largometraje
- El Último Mono (2018) Largometraje
- Foto Estudio Luisita (2018) Largometraje
- Arreglos y producción del tema "Princesa" de Marcela Morelo
- Madraza (2016) Largometraje
- Pistas para volver a casa (2014) Largometraje
- Evento en Popa, Tv Dir. Gabriel Nesci (2014)
- 3:13, largometraje estadounidense (2013)[4]
- Amor a mares (2012) Largometraje
- Días de vinilo (2012) Largometraje
- Jorge (Unitarios Tv, 2012)
- Fase 7 (2011) Largometraje
- El elegido (serie, 2011)
- Unidos por la Historia (History Channel) (2010)
- Ciega a Citas (serie tv, 2010)
- Mitos, crónicas del amor descartable (serie, 2010)
- Música en espera (2009) Largometraje
- Los paranoicos (2008) Largometraje
- Vidas robadas (serie, 2008)
- Estrellas (2007) Documental
- Hermanos y detectives (serie, 10 episodios, 2006)
- Montecristo (serie, 39 episodios, 2006)
- Tiempo de valientes (2005) Largometraje
- Los suicidas (2005) Largometraje
- La Mujer Rota (2005) Largometraje
- How Did It Feel? (2004) Largometraje
- Los simuladores (serie, 26 episodios, 2002-2004)
- El fondo del mar (2003) largometraje
- Semillas (1999) Cortometraje
- Who Will Love You As I (1996) Cortometraje
- Gretel (1995) Cortometraje
- Fall to Ashes (1995) Cortometraje

## Trabajo Orquestal
- Oquestaciones para el Festival Únicos en el Teatro Real de Madrid, España (2019)
- Orquestación y arreglos orquesta sinfónica y coro polifónico para Luis Fonsi (Teatro Colón 2018)
- Embajadores (concierto), compositor y orquestaciones para el Teatro Colón (2016)
- Duetos, Teatro Colón (2015)
- Los Elegidos en el Teatro Colón (2014)
- Las Elegidas en el Teatro Colón. (2013)